# Apiarte
A Associação de Produtores Independentes de Audiovisuais APIARTE foi fundada em 1990 na cidade do Porto por um conjunto de pessoas com formação nas áreas do cinema, teatro, fotografia, arquitetura e artes plásticas com interesse na criação e realização de projetos audiovisuais independentes e de arte eletrónica. Começou por divulgar, com a realização de diversos ciclos, trabalhos dos diversos criadores de vídeo portugueses. Organizou a primeira exposição de vídeo-instalações em Portugal: Imago, fin de siecle dutch contemporary art. Produziu trabalhos de jovens autores e colaborou com diversas instituições culturais e artísticas da cidade. Foi responsável pelo espaço vídeo do Fantasporto entre 1990 e 1993, e pelo sector vídeo das três edições das Jornadas de Arte Contemporânea do Porto. Encerrou a atividade em 2006. Era considerada uma produtora vocacionada para o videoarte e para o vídeo de cena.

## História
Desde a sua fundação, a Apiarte divulgou através de ciclos e mostras, os trabalhos de vídeo de diversos criadores portugueses. Esse foi, juntamente com a produção de vídeos de jovens autores e a colaboração com artistas plásticos, encenadores e coreógrafos, um dos objetivos da sua fundação.
E se ao nível da colaboração com artistas plásticos a sua intervenção foi visível em trabalhos de Cláudia Ulisses, Lívia Flores, Teresa Carrington, Paulo Brusky, Franz West, António Rego, Ana Vieira, Janne e Louise Wilson, Ângelo de Sousa, Luís Palma, João Penalva, Cristina Mateus, Eglantina Monteiro - muitos deles para o Museu de Serralves - a colaboração com encenadores teatrais e coreógrafos possibilitou, com algum pioneirismo, o surgimento dos vídeos de cena. 
Vídeo-cidades, Vai no Batalha, O Extra-Celeste, Metamorfoses d'O vídeo, foram algumas das mostras organizadas desde 1990, a par de Imago, fin de siecle dutch contemporary art. Em 1999, inicia com o Rivoli Teatro Municipal a organização da mostra periódica de vídeos Ecrãs de Vidro, que só viria a ter duas edições. A primeira, apresentou um conjunto de obras produzidas pela Apiarte desde 1995. Na segunda, realizada em 2002, programou filmes e vídeos de Claude Garnier e Octávio Espírito Santo, retrospetivas de Pedro Sena Nunes e Edgar Pêra, incluindo estreias, e ainda a curta-metragem Belo, de André Delhaye, também em estreia absoluta e integralmente produzida pela Apiarte.
Em 2006, num período de grandes dificuldades para as atividades artísticas na cidade do Porto, cessou a atividade.